# Associazione Calcio Padova 1940-1941
Questa pagina raccoglie i dati riguardanti l'Associazione Calcio Padova nelle competizioni ufficiali della stagione 1940-1941.

## Rosa
| N. |                   | Ruolo | Calciatore         |
| -- | ----------------- | ----- | ------------------ |
|    | Italia (bandiera) | P     | Luigi Diamante     |
|    | Italia (bandiera) | P     | Albano Luisetto    |
|    | Italia (bandiera) | D     | Giuseppe Bonizzoni |
|    | Italia (bandiera) | D     | Oreste Chinol      |
|    | Italia (bandiera) | D     | Adamello Freschi   |
|    | Italia (bandiera) | D     | Alfredo Forzan     |
|    | Italia (bandiera) | D     | Augusto Mazzucato  |
|    | Italia (bandiera) | D     | Pietro Sforzin     |
|    | Italia (bandiera) | D     | Domenico Zannier   |
|    | Italia (bandiera) | C     | Valerio Cassani    |
|    | Italia (bandiera) | C     | Gino Bortoletti    |

| N. |                   | Ruolo | Calciatore             |
| -- | ----------------- | ----- | ---------------------- |
|    | Italia (bandiera) | C     | Luigi Di Pasquale      |
|    | Italia (bandiera) | C     | Silvio Formentin       |
|    | Italia (bandiera) | C     | Gastone Rinaldi        |
|    | Italia (bandiera) | C     | Piero Veratti          |
|    | Italia (bandiera) | C     | Riccardo Alberto Villa |
|    | Italia (bandiera) | A     | Giuseppe Belardini     |
|    | Italia (bandiera) | A     | Carlo Biraghi          |
|    | Italia (bandiera) | A     | Giuseppe Di Prisco     |
|    | Italia (bandiera) | A     | Giuseppe Pavan         |
|    | Italia (bandiera) | A     | Nereo Rocco            |

## Risultati

### Serie B

#### Girone di andata
| Arbitro: | Saracini (Ancona) |

|            |           |             |
| Turchi 73’ | Marcatori | 66’ Cassani |

| Arbitro: | Mattea (Torino) |

|               |           |                                     |
| Di Prisco 85’ | Marcatori | 41’ (aut.) Bortoletti 49’ D'Odorico |

| Arbitro: | Pirovano (Monza) |

|                            |           |  |
| Romanini 65’ Bianchi I 70’ | Marcatori |  |

| Arbitro: | Mantovani |

|                                |           |             |
| Formentin 24’, 73’ Cassani 85’ | Marcatori | 89’ Fiorini |

| Arbitro: | Bertolio (Torino) |

|                      |           |  |
| Dusi 20’ Palumbo 88’ | Marcatori |  |

| Arbitro: | Bellè (Venezia) |

|                                                                  |           |               |
| Di Prisco 43’, 87’ Formentin 55’ Rocco ?’, ?’ (rig.) Cassani 83’ | Marcatori | 76’ Marchetti |

| Arbitro: | Zilli (Reggio Emilia) |

|                                       |           |                                            |
| Cassani 17’, 88’ Bonizzoni 67’ (rig.) | Marcatori | 3’ Colaneri 10’ Bramanti 66’ (rig.) Sichel |

| Arbitro: | Viarengo (Asti) |

|                                     |           |         |
| Piana Bodini 52’ (rig.), 86’ (rig.) | Marcatori | Biraghi |

| Padova 8 dicembre 1940 9ª giornata                                                  | Padova    | 3 – 1 referto | Siena | Stadio Silvio Appiani |
| \| \| \| \| \| Cassani 27’ Biraghi 31’ Formentin 32’ \| Marcatori \| 50’ Cortini \| |           |               |       |                       |
|                                                                                     |           |               |       |                       |
| Cassani 27’ Biraghi 31’ Formentin 32’                                               | Marcatori | 50’ Cortini   |       |                       |

| Arbitro: | Cambi (Livorno) |

|                                            |           |                         |
| Zuliani 4’ Costanzo 9’, 88’ Lippi 23’, 28’ | Marcatori | 36’ Biraghi 56’ Cassani |

| Arbitro: | Conticini (Firenze) |

|                                       |           |           |
| Biraghi 57’ Belardini Di Pasquale 87’ | Marcatori | 19’ Conti |

| Modena 29 dicembre 1940 12ª giornata | Modena      | 0 – 0 referto | Padova | Stadio Cesare Marzari\| Arbitro: \| Della Rolle \| |
| Arbitro:                             | Della Rolle |               |        |                                                    |

| Arbitro: | Savio (Torino) |

|                          |           |  |
| Di Prisco 5’ Biraghi 47’ | Marcatori |  |

| Arbitro: | Silvano (Torino) |

|                                         |           |  |
| Stella 53’ (rig.) Magni 63’ Bollano 84’ | Marcatori |  |

| Arbitro: | Donati (Milano) |

|           |           |                        |
| Pavan 43’ | Marcatori | 65’ Foglia 84’ Rampini |

| Arbitro: | Carminati (Milano) |

|                                |           |  |
| Caracciolo 30’, 65’ Salati 42’ | Marcatori |  |

| Arbitro: | Saracini (Ancona) |

|                           |           |  |
| Belardini 15’ Freschi 70’ | Marcatori |  |

#### Girone di ritorno
| Arbitro: | Scotto (Savona) |

|                                                                        |           |             |
| Di Pasquale 25’ Pavan 27’, 63’ Di Prisco 31’ Biraghi 65’ Belardini 90’ | Marcatori | 80’ Borrini |

| Udine 16 febbraio 1941 19ª giornata | Udinese           | 0 – 0 referto | Padova | Stadio Moretti\| Arbitro: \| Venutti (Trieste) \| |
| Arbitro:                            | Venutti (Trieste) |               |        |                                                   |

| Arbitro: | Masseroni (Milano) |

|                            |           |             |
| Cassani 2’ Di Pasquale 26’ | Marcatori | 47’ Bianchi |

| Ancona 2 marzo 1941 21ª giornata                   | Anconitana-Bianchi | 0 – 2 referto    | Padova | Campo del Littorio |
| \| \| \| \| \| \| Marcatori \| 23’, 59’ Cassani \| |                    |                  |        |                    |
|                                                    |                    |                  |        |                    |
|                                                    | Marcatori          | 23’, 59’ Cassani |        |                    |

| Padova 9 marzo 1941 22ª giornata | Padova            | 0 – 0 referto | Brescia | Stadio Silvio Appiani\| Arbitro: \| Venutti (Trieste) \| |
| Arbitro:                         | Venutti (Trieste) |               |         |                                                          |

| Arbitro: | Carpani (Milano) |

|                                  |           |                                                |
| Marchetto 32’ (rig.) Zanollo 56’ | Marcatori | 44’ Biraghi 54’, 85’ Di Pasquale 61’ Di Prisco |

| Arbitro: | Silvano (Torino) |

|               |           |                                              |
| Subinaghi 32’ | Marcatori | 62’ (rig.) Bonizzoni 69’ Cassani 77’ Biraghi |

| Padova 30 marzo 1941 25ª giornata | Padova              | 0 – 0 referto | Savona | Stadio Silvio Appiani\| Arbitro: \| Conticini (Firenze) \| |
| Arbitro:                          | Conticini (Firenze) |               |        |                                                            |

| Arbitro: | Tonnetti (Roma) |

|  |           |                                 |
|  | Marcatori | 20’ (aut.) Biasotto 79’ Biraghi |

| Arbitro: | Carpani (Milano) |

|                                              |           |  |
| Di Prisco 4’ Cassani 5’ Bonizzoni 73’ (rig.) | Marcatori |  |

| Arbitro: | Ciamberlini (Genova) |

|                       |           |                 |
| Zanetti 41’, 47’, 55’ | Marcatori | 81’ Di Pasquale |

| Arbitro: | Biancone |

|                                        |           |                        |
| Sentimenti IV 48’ (aut.) Di Prisco 53’ | Marcatori | 29’ Banfi 54’ Cristina |

| Arbitro: | Scotti (Taranto) |

|             |           |                                           |
| Belelli 62’ | Marcatori | 53’ Biraghi 74’ Di Pasquale 87’ Di Prisco |

| Padova 22 maggio 1941 31ª giornata | Padova          | 0 – 0 referto | Liguria | Stadio Silvio Appiani\| Arbitro: \| Limido (Milano) \| |
| Arbitro:                           | Limido (Milano) |               |         |                                                        |

| Arbitro: | Balestrino (Imperia) |

|                                          |           |                                    |
| Ghezzi 26’ Cerutti 38’ Foglia 53’ (rig.) | Marcatori | 55’ Di Prisco 88’ (aut.) Petermann |

| Arbitro: | Poggipollini (Ferrara) |

|                                      |           |             |
| Biraghi ?’, 39’ Rocco 35’, ?’ (rig.) | Marcatori | 62’ Pizzala |

| Arbitro: | Mattea (Torino) |

|                  |           |                         |
| Vigo 3’ Pini 56’ | Marcatori | 59’ Di Prisco Formentin |

### Coppa Italia

#### Turni preliminari
| Arbitro: | Vittori |

|                                                                     |           |                       |
| Formentin 22’ Cassani 50’, 85’ Abeni 57’ (aut.) Rocco 86’ Pavan 89’ | Marcatori | 60’ (rig.) Faggion II |

#### Fase ad eliminazione diretta
| Arbitro: | Magnoni (Milano) |

|                                                       |           |             |
| Biraghi 5’, 44’ Formentin 20’, 30’ Di Prisco 25’, 85’ | Marcatori | 75’ Dalfini |

| Arbitro: | Galeati (Bologna) |

|                |           |                                          |
| Bonistalli 10’ | Marcatori | 7’ (rig.) Rocco 15’ Di Prisco 60’ Chinol |

| Arbitro: | Galeati (Bologna) |

|             |           |                                      |
| Biraghi 89’ | Marcatori | 10’ Petron 24’ Michelini 28’ Ganelli |

## Statistiche

### Statistiche di squadra
| Competizione | Punti | In casa | In casa | In casa | In casa | In casa | In casa | In trasferta | In trasferta | In trasferta | In trasferta | In trasferta | In trasferta | Totale | Totale | Totale | Totale | Totale | Totale | DR  |
| Competizione | Punti | G       | V       | N       | P       | Gf      | Gs      | G            | V            | N            | P            | Gf           | Gs           | G      | V      | N      | P      | Gf     | Gs     | DR  |
| ------------ | ----- | ------- | ------- | ------- | ------- | ------- | ------- | ------------ | ------------ | ------------ | ------------ | ------------ | ------------ | ------ | ------ | ------ | ------ | ------ | ------ | --- |
| Serie B      | 39    | 17      | 10      | 5       | 2       | 41      | 16      | 17           | 5            | 4            | 8            | 23           | 31           | 34     | 15     | 9      | 10     | 64     | 47     | +17 |
| Coppa Italia |       | 3       | 2       | 0       | 1       | 13      | 5       | 1            | 1            | 0            | 0            | 3            | 1            | 4      | 3      | 0      | 1      | 16     | 6      | +10 |
| Totale       |       | 20      | 12      | 5       | 3       | 54      | 21      | 18           | 6            | 4            | 8            | 26           | 32           | 38     | 18     | 9      | 11     | 80     | 53     | +27 |

### Statistiche dei giocatori
| Giocatore      | Serie B  | Serie B | Coppa Italia | Coppa Italia | Totale   | Totale |
| Giocatore      | Presenze | Reti    | Presenze     | Reti         | Presenze | Reti   |
| -------------- | -------- | ------- | ------------ | ------------ | -------- | ------ |
| F. Belardini   | 13       | 3       | -            | -            | 13       | 3      |
| C. Biraghi     | 31       | 11      | 4            | 3            | 35       | 14     |
| G. Bonizzoni   | 29       | 3       | 3            | 0            | 32       | 3      |
| G. Bortoletti  | 34       | 0       | 4            | 0            | 38       | 0      |
| V. Cassani     | 24       | 12      | 2            | 2            | 26       | 14     |
| O. Chinol      | 27       | 0       | 4            | 1            | 31       | 1      |
| L. Diamante    | 18       | -?      | -            | -            | 18       | -0+    |
| L. Di Pasquale | 24       | 8       | 2            | 0            | 26       | 8      |
| G. Di Prisco   | 28       | 10      | 3            | 3            | 31       | 13     |
| S. Formentin   | 12       | 6       | 3            | 3            | 15       | 9      |
| A. Forzan      | 1        | 0       | 2            | 0            | 3        | 0      |
| A. Freschi     | 21       | 1       | 4            | 0            | 25       | 1      |
| A. Luisetto    | 15       | -?      | 4            | -6           | 19       | -6+    |
| A. Mazzucato   | 1        | 0       | -            | -            | 1        | 0      |
| G. Pavan       | 22       | 3       | 1            | 1            | 23       | 4      |
| A. Pittarello  | 1        | -?      | -            | -            | 1        | -0+    |
| G. Rinaldi     | 1        | 0       | -            | -            | 1        | 0      |
| N. Rocco       | 15       | 5       | 3            | 2            | 18       | 7      |
| P. Sforzin     | 31       | 0       | 2            | 0            | 33       | 0      |
| P. Veratti     | 3        | 0       | -            | -            | 3        | 0      |
| R.A. Villa     | 23       | 0       | 1            | 0            | 24       | 0      |